# Bruno Morassutti
Bruno Morassutti né à Padoue le 8 décembre 1920 et mort à Belluno le 4 septembre 2008 est un architecte et designer italien.

## Biographie
Diplômé  en 1949 à l'Université IUAV de Venise, Bruno Morassutti voyage à travers l'Amérique pour se documenter sur les œuvres de Ludwig Mies van der Rohe et de Frank Lloyd Wright. Il s'établit à Milan. Sa première réalisation est une maison de vacances pour sa famille à Jesolo (1954). Après une collaboration avec Carlo Scarpa pour l'achèvement de la Villa Romanelli à Udine (1954-1956), il s'installe à Milan et s'associe à Angelo Mangiarotti jusqu'au début des années 1960. En collaboration avec l'ingénieur Aldo Favini (it), il teste des solutions pour l'industrialisation de la construction par l'utilisation de modules et d'éléments de construction préfabriqués et des systèmes de préfabrication conçus entre les années 1970 et 1980.
Au cours des deux dernières décennies, l'intérêt de Bruno Morassutti s'est porté sur les projets d'architecture religieuse et d'espace public.
Bruno Morassutti décède à Belluno le 4 septembre 2008

## Œuvres
- Bâtiments industriels de Padoue (1959) et Longarone (1965).
- Résidences  Le Fontanelle à San Martino di Castrozza (1964) et les systèmes de préfabrication conçus entre les années soixante-dix et quatre-vingt.
- Projets de « grande hauteur » à Gênes (1955),
- Église de Baranzate (1956-1958)[3],
- Immeubles d'habitation via Gavirate (1959 -1962) et via Quadronno (1960-1962) à Milan,
- Villa von Saurma (1962-1964) et Villa Termini de Sorrente.
- Centre IBM de Novedrate (1970-1974), la maison Carlevaro de Segrate (1969-1970)[2].

## Images

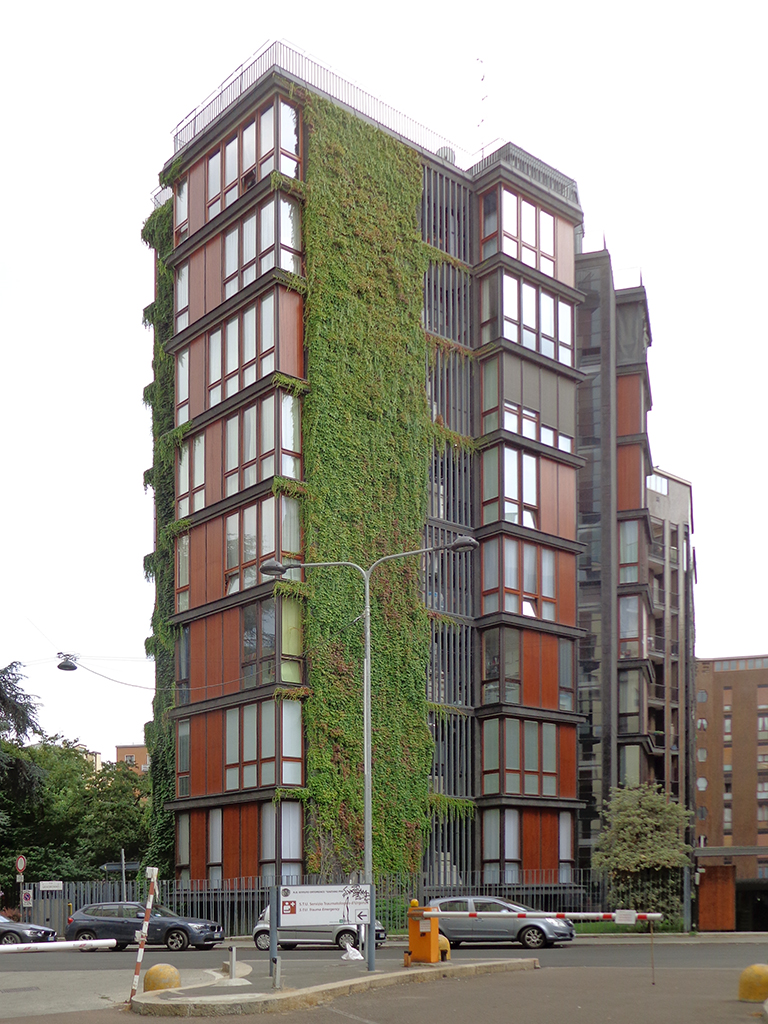
Bosco Verticale de Bruno Morassutti et Angelo Mangiarotti (1956).
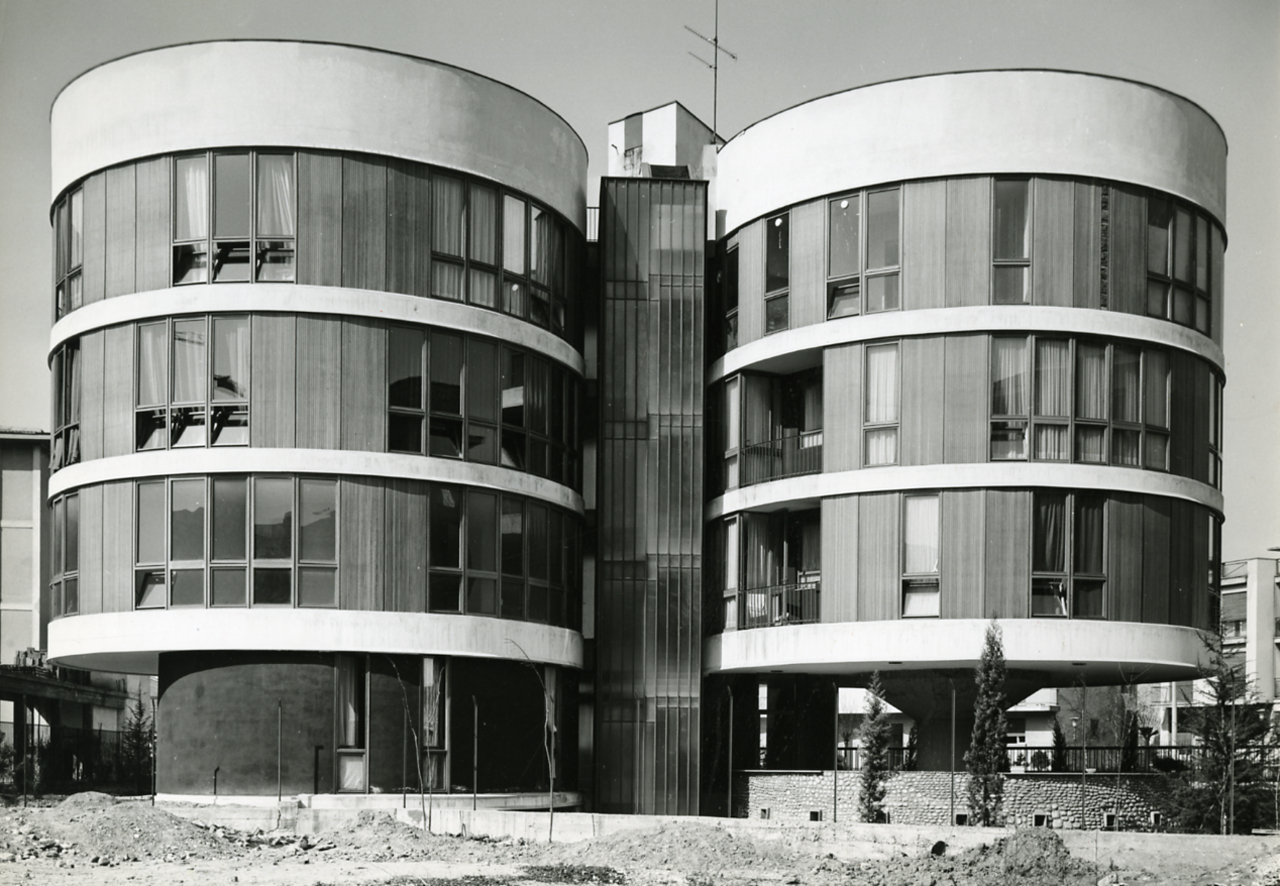
Casa a tre cilindri via Gavirate (1959 -1962).
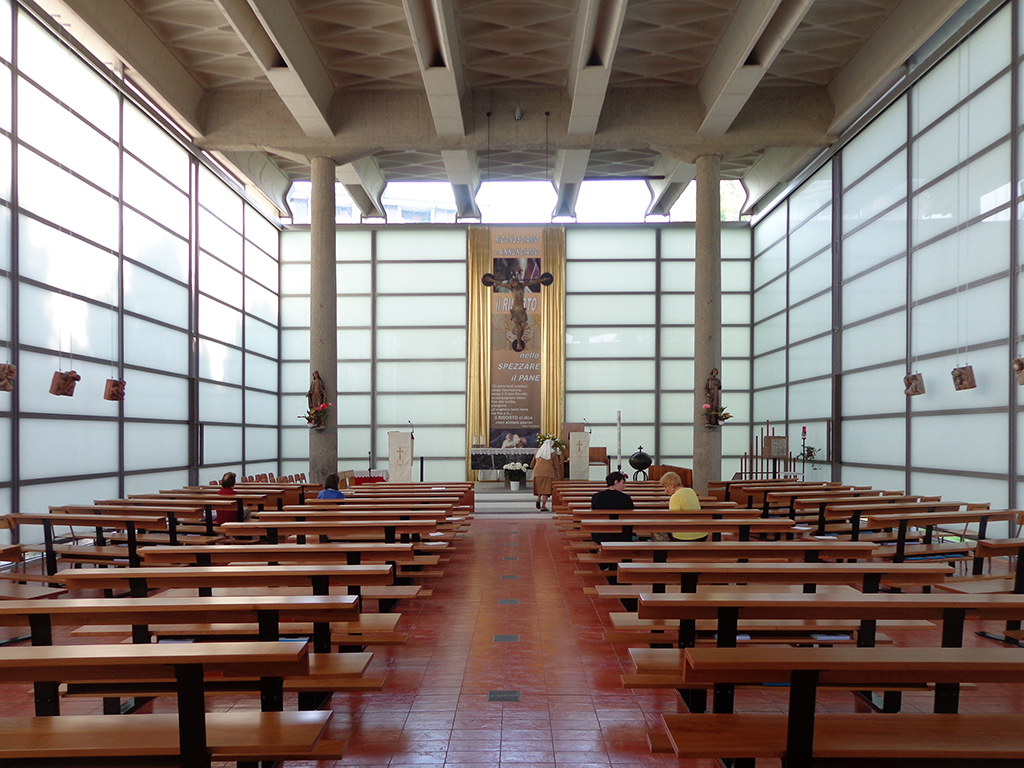
Église Nostra Signora della Misericordia Baranzate (1956-1958).
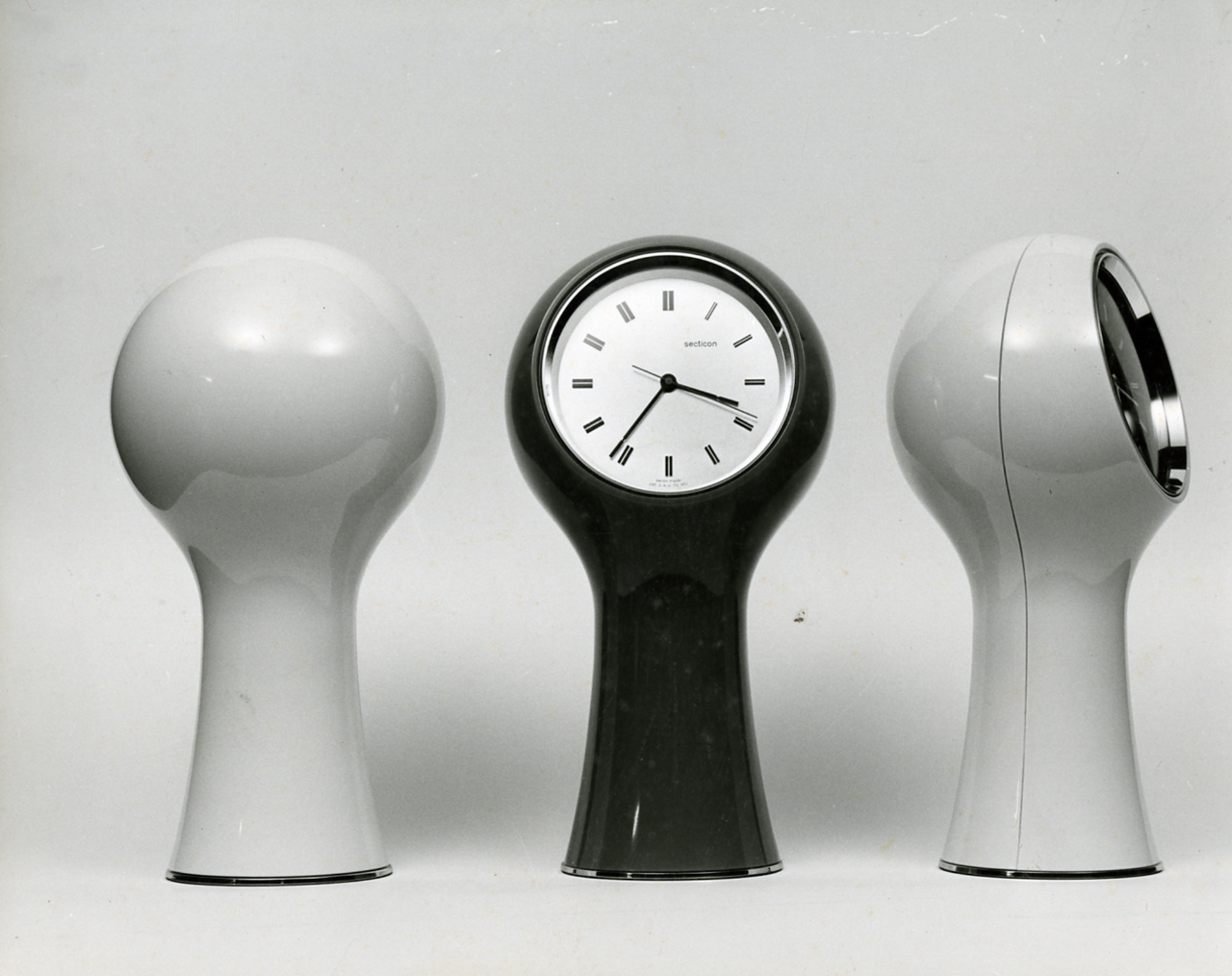
Angelo Mangiarotti et Bruno Morassutti, « Secticon C-1 et C-2 », 1960, horloges de table, pour la société Le Porte-Échappement Universel S.A.